# モーゼス・タヌイ
モーゼス・タヌイ（Moses Tanui、1965年8月20日 - ）はケニアの陸上競技選手、専門は長距離走。リフトバレー州ナンディ県出身。1991年世界陸上競技選手権東京大会男子10000m優勝者。男子ハーフマラソン元世界記録保持者。1996年、1998年ボストンマラソン優勝者。身長165cm、体重65kg。
ソウルオリンピック、バルセロナオリンピックには男子10000mケニア代表として出場し、ともに8位の成績を残した。
世界陸上競技選手権シュトゥットガルト大会では、ハイレ・ゲブレセラシェと最終周で接触し靴が脱げたため、2位となった。1995年世界ハーフマラソン選手権で優勝、1997年にも準優勝を飾った。1996年および1998年のボストンマラソンでは優勝した。
1993年3月4日ミラノの大会では59分47秒でゴールし、タヌイはハーフマラソンにおける60分未満の世界最高記録を最初に樹立した選手となった。この世界最高記録は1998年ポール・テルガトにより更新された。
ソウル国際マラソンに出場した2004年まで競技生活を続け、その後膝の怪我により引退した。現在はカプタベト（en:Kaptagat）にある拠点で指導している。2010年2月、ナクル近郊で自動車に同乗していたところ大きな事故に巻き込まれて軽傷を負った。またこの時タヌイの車を運転していたデイビット・レレイ（世界陸上競技選手権セビリア大会男子ケニア代表、1500m7位）は亡くなった。

## 参考資料・外部リンク
- モーゼス・タヌイ - ワールドアスレティックスのプロフィール（英語）
- モーゼス・タヌイ - Olympedia（英語）